# Клетное (Глусский район)
Кле́тное (бел. Кле́тнае) — агрогородок в составе Славковичского сельсовета Глусского района Могилёвской области Беларуси.

## История
В 2008 году деревня Клетное преобразована в агрогородок.
До 2013 года агрогородок являлся центром и входил в состав Клетненского сельсовета.

## Население
- 1999 год — 355 человек
- 2009 год — 325 человек

## Достопримечательность
- Братская могила защитников

## Известные лица
- Николай Архипович Янковский (1934—1995) — белорусский фольклорист, литературовед, педагог.
- Фёдор Михайлович Янковский (1918—1989) — белорусский языковед.